# Nick Land
Nick Land (* 17. ledna 1962) je britský filozof, který je považován za „duchovního otce akceleracionismu“. Jeho dílo se pojí se školou spekulativního realismu. V devadesátých letech vyučoval filozofii na Univerzitě ve Warwicku a stal se vůdcem neformální skupiny Cybernetic Culture Research Unit (CCRU) poté, co skupinu opustila její zakladatelka Sadie Plantová. Land původně zastával akceleracionismus, tj. snahu o zintenzivnění procesů vlastních kapitalismu, z levicové pozice (zintenzivnění kapitalismu za účelem jeho eventuálního překonání a nastolení beztřídní společnosti), později však přešel na pravicovou pozici, z níž hájil kapitalismus pro kapitalismus samotný, ztotožňuje ho se samotným principem spontánní inteligentní sebeorganizace, dokonce i s umělou inteligencí. Dnes žije v Číně v městě Šanghaj.